# 王媛姬
王媛姬，為西晉晉武帝後宮，晉懷帝生母。王媛姬入宮後封為中才人，一直到晉懷帝即位後才為生母追上尊號，稱懷皇太后，祔葬文明皇后王元姬于崇陽陵。

## 延伸阅读
[在维基数据编辑]
 《晉書/卷031》，出自房玄齡《晉書》